# Ракетний удар по Кривому Рогу 4 квітня 2025 року
4 квітня 2025 року під час вторгнення в Україну російські війська завдали ракетного удару по житловому густонаселеному мікрорайону в центрі Кривого Рогу — великого міста Дніпропетровської області — із застосуванням балістичної ракети «Іскандер-М».
Атака сталася у вечірній час і припала на територію з житловими будинками, поряд із дитячим майданчиком та сквером. За кілька годин по місту було завдано удару безпілотниками. Внаслідок цього загинуло 21 особи, серед яких 9 дітей; 75 (з них 12 дітей) поранено.
Верховний комісар ООН з прав людини Фолькер Тюрк назвав атаку найбільш смертоносною для дітей з початку вторгнення і вказав, що атака може бути кваліфікована як воєнний злочин.

## Хід подій
4 квітня 2025 року незадовго до 19:00 за місцевим часом ракета, випущена з російського боку, вибухнула над районом житлової забудови в Кривому Розі. Загинули 18 людей. В епіцентрі вибуху опинилися багатоповерхові будинки, приватний сектор, ресторан, дитячий майданчик та автомобільна стоянка. На місці удару не було жодного військового об'єкта чи місця зібрання військових.
За даними Державної служби України з надзвичайних ситуацій (ДСНС), внаслідок атаки зруйновано п'ять будівель, значних збитків завдано громадській інфраструктурі, автомобілям, освітній установі тощо.
Незадовго до півночі по місту завдали додаткового удару безпілотниками. Виникли пожежі, були пошкоджені рейки та контактна мережа. Загинула 56-річна жінка, згорівши у приватному будинку; постраждали 7 людей.
6 квітня від поранень помер один із постраждалих, і загальна кількість жертв обстрілів Кривого Рогу досягла 20.

## Обставини
За даними Збройних сил України, атака була зроблена ракетою «Іскандер-М» з касетною бойовою частиною для найвищої кількості жертв.
За версією ЗС РФ удару завдано по одному з ресторанів міста Кривий Ріг (за даними ЗМІ ресторан RoseMarine), де нібито проходила «нарада командирів і західних інструкторів». Російська сторона не надала жодних доказів на підтвердження своєї версії. Як з'ясував проект «Система», цього дня в ресторані проходив анонсований раніше з'їзд працівників б'юті-індустрії, а також день народження одного з відвідувачів. OSINT-розслідувачі встановили, що епіцентр вибуху був ближче до дитячого майданчика, ніж до ресторану, який лише пошкодили уламки. ЗМІ опублікували відеозаписи з камер спостереження ресторану в момент удару, зазначаючи, що камери не зафіксували жодного військовослужбовця, ні всередині ресторану, ні поряд з ним.
З початку повномасштабного вторгнення РФ заперечує факти завдання російськими військами цілеспрямованих ударів по цивільній інфраструктурі, тоді як Україна та міжнародні організації підтверджують цілеспрямований характер таких ударів і кваліфікують їх як воєнні злочини.

## Жертви та руйнування

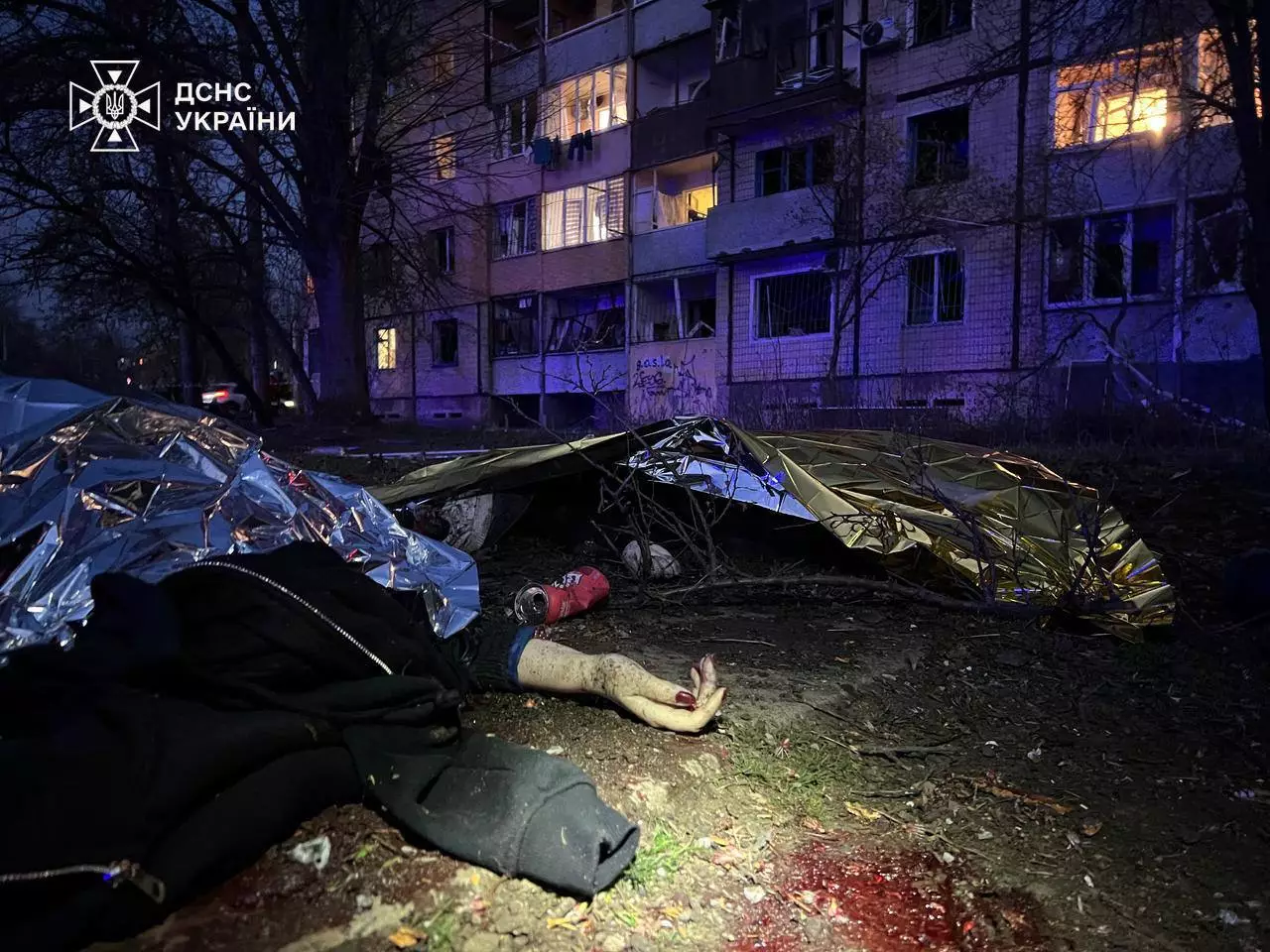
Тіла загиблих

Загинули 21 особа, з них 9 дітей. Поранено 75 осіб, у тому числі 12 дітей. Поранені мали здебільшого осколкові поранення з обширними дефектами м'яких тканин, кісток, внутрішніх органів. Багато жертв перебували на дитячому майданчику. За даними голови обласної адміністрації Сергія Лисака, майже половина постраждалих госпіталізовано, з них 17 — у тяжкому стані.
Пошкоджено 44 багатоповерхові та 23 приватні будинки, 8 закладів освіти і культури, 26 об'єктів бізнесу, адміністративну будівлю, дитячий майданчик, десятки автомобілів тощо.
Діти, які загинули під час атаки на Кривий Ріг:
- Тимофій Цвітко (3 роки)[16][17][18]
- Аріна Самодіна (7 років)[19]
- Радислав Яцко (7 років)[20]
- Герман Триполець (9 років)[21][22]
- Аліна Куценко (15 років)[23][24][25]
- Данило Нікітський (15 років)[26][27]
- Микита Перехрест (15 років)[28][29]
- Костянтин Новік (16 років)[30][31][32]
- Микита Солоніченко (17 років)[33]

Загиблі дорослі:
- Марія Вовасова (79 років)[34]
- Віта Головко (50 років)[35][36]
- Дар'я Оніна (22 роки)[37][38]
- Сергій Самодін (67 років)[39]
- Сергій Смотолок (58 років)[40]
- Володимир Новіков (57 років)[41]
- Олег Дехтеренко (54 роки)[42]
- Вячеслав Реместо (33 роки)[43]
- Владислав Стихіляс (29 років)[44]
- Лариса Чернявська (55 років)[45]
- Олександр Горяйнов (57 років)[46]
- Кирило Сизов (21 рік)[47][48]

Поранені діти:
- Ярослав, 4 роки, проникаюче поранення черевної порожнини з ураженням жовчного міхура печінки, селезінки, шлунка та кишківника[49][50][51]
- Матвій, 8 років, ураження кісток руки, через яке її довелося ампутувати[52][53]
- Софія, 7 років, потребує імплантації колінного суглоба[54]
- Афіна, 3 роки, проникаюча рана черевної порожнини, уламкове поранення голови[55]
- дівчинка, 2 роки, контузія[56]
- хлопчик, 11 років, рвані рани і відкритий перелом[57]
- Аделіна, 8 місяців, порізи[58]
- хлопчик, 3 місяці, різані рани

## Реакція

### ООН
Верховний комісар ООН з прав людини Фолькер Тюрк висловив потрясіння через удар російських збройних сил.
5 квітня місце ракетного удару у Кривому Розі відвідали керівник Дніпровського офісу ЮНІСЕФ Пабло де Паскуаль, голова Східного офісу Управління ООН з координації гуманітарних справ Альхаді Альбаріді, заступник Керівника УКГС в Україні Синтія Віверос, координатор кластеру охорони здоров‘я Самех Кіролос, координатор кластеру житла та непродовольчої допомоги Рене Вів‘єн, координаторка кластеру з захисту дітей Тетяна Шутова, координаторка кластеру Захисту Ангеліна Самойленко та спеціалістка УКГС Неля Заблоцька-Сєннікова. Вони детально оглянули місце трагедії, задокументували збитки та встановили імена загиблих дітей. Управління зазначило, що цей удар став найбільш смертоносним для дітей за весь час повномасштабного вторгнення. Відзначено сліди сотень уламків на будівлях, гойдалках та гірках на дитячих майданчиках, деревах та землі. Атака кваліфікована як військовий злочин.
8 квітня було скликане засідання Ради безпеки ООН щодо атаки на Кривий Ріг. Країни-члени засудили удар Росії по житловому кварталу міста.

### ОБСЄ
ОБСЄ скликало спеціальне засідання Постійної ради через ракетний удар по Кривому Рогу

### Україна
У заяві Генштабу ЗСУ подія названа цинічним злочином.
У Кривому Розі оголосили триденну жалобу з 7 по 9 квітня. 6 квітня оголошено днем жалоби по всій Україні.
7 квітня на дитячому майданчику, поблизу якого 4 квітня влучила ракета РФ, священники відслужили панахиду за загиблими внаслідок атаки.
10 квітня Кривий Ріг відвідав омбудсмен Дмитро Лубінець, який пообіцяв, що про Кривий Ріг, про підлі злочини росіян, які порушують всі загальнолюдські закони, знатиме увесь світ і він для цього докладе максимум зусиль
11 квітня Кривий Ріг відвідав президент України Зеленський, який вшанував пам'ять загиблих і провів нараду щодо посилення ППО регіону.
Гравці ФК «Кривбас» вшанували пам'ять жертв російської атаки на Кривий Ріг. Вони показали таблички з іменами вбитих дітей перед матчем з «Олександрією». Також команда організувала благодійний захід та збір коштів для родин загиблих дітей. 16 квітня після завершення матчу з «Кривбасом» гравці, тренерський штаб та менеджмент ФК «Шахтар» прибули до місця трагедії, де поклали квіти до імпровізованого меморіалу та вшанували пам'ять загиблих хвилиною мовчання.
Гурт Мюслі UA створив музичну композицію «ТИША 04.04», яку присвятив невинним жертвам теракту в Кривому Розі.

### РФ
Через 4 години після ракетного удару Міноборони РФ заявило, що удар був спрямований по місцю «проведення наради українських командирів із західними інструкторами».
Прессекретар президента Росії Дмитро Пєсков, коментуючи вбивство цивільних, заявив, що російські війська «б'ють виключно по військовим і навколовоєнним цілям» і «жодних ударів по соціальним об'єктам, по об'єктах соціальної інфраструктури не завдають». Журналісти встановили, що у ресторані, поряд з яким ракета вдарила по двору житлової будівлі, проходили заходи цивільних, а не військових.

Постійний представник Росії при ООН Василь Небензя 8 квітня на скликаному на прохання України засіданні Ради безпеки повторив офіційну тезу Москви про те, що ціллю ударів по Кривому Рогу 4 квітня була нарада військових, а жертви серед цивільних пояснив «непрофесійними діями» сил української протиповітряної оборони. 
«Як повідомило міністерство оборони Росії, в результаті високоточного влучання ракети у фугасному спорядженні по місцю проведення наради з командирами з'єднань і західними інструкторами втрати противника склали до 85 військовослужбовців і офіцерів іноземних держав, а також до 20 одиниць автомобільної техніки… На жаль, через непрофесійні дії ППО України випущена на перехоплення українська ракета стала причиною загибелі цивільного населення в прилеглій до ресторану зоні», — твердить російський дипломат.

### Світ
Міністр закордонних справ Естонії Маргус Цахкна висловив співчуття у зв'язку з трагедією у Кривому Розі.
Також щодо ракетного удару висловилися міністри закордонних справ Чехії, Фінляндії, Литви, Латвії та Австрії, Висока представниця Євросоюзу з питань закордонних справ і політики безпеки, посольства Японії, Великої Британії, Швейцарії та Німеччини, за що їм подякував президент Зеленський. Водночас він розкритикував реакцію Посольства Америки, яке уникало називати ракету, що вбила дітей, російською.
9 квітня Кривий Ріг відвідала місія з 32 послів Хорватії, Аргентини, Данії, Ватикану, Молдови, США, Іспанії, Швейцарії, Азербайджану, Швеції, Канади, Туреччини, Чехії, Мексики, Словаччини, Індії, Бельгії, Чорногорії, Литви, Албанії, Сербії, Грузії, ЄС, Естонії, Словенії, Польщі, Латвії, Бразилії, а також голови місії ЮНІСЕФ, голови Моніторингової місії ООН з прав людини, голови місії Управління Верховного Комісара ООН у справах біженців, голови Консультативної Місії ЄС з реформування сектору цивільної безпеки України. Вони відвідали місце ракетного удару 4 квітня 2025 року, вшанували пам'ять загиблих і поспілкувалися з їхніми родинами. Також місія відвідала місця попередніх ракетних ударів у місті.

## Вшанування пам'яті жертв
9 квітня на сайті криворізького міськвиконкому опубліковано петицію про відкриття у Кривому Розі на місці удару 4 квітня Алеї загиблим під час повномасштабної війни дітям. 30 квітня 2025 року на пленарному засіданні LXII чергової сесії Криворізької міської ради депутати підтримали петицію. До 40 днів з дня трагедії було виготовлено та встановлено тимчасову капличку, до облаштування якої долучилися військовослужбовці. У церковному освяченні каплиці взяли участь представники Православної церкви України.